# Борха, Кристиан Алексис
Кристиа́н Але́ксис Бо́рха Гонса́лес (англ. Cristian Alexis Borja González; род. 18 февраля 1993[…], Кали) — колумбийский футболист, защитник мексиканского клуба «Америка» и сборной Колумбии. Участник Олимпийских игр 2016 года в Рио-де-Жанейро.

## Клубная карьера
Борха начал профессиональную карьеру в клубе «Кортулуа». В 2015 году он был включён в заявку основной команды. 31 января в матче против «Энвигадо» Кристиан дебютировал в Кубке Мустанга. 26 сентября в поединке против «Депортиво Кали» Борха забил свой первый гол за «Кортулуа».
В начале 2016 года Кристиан перешёл в «Санта-Фе». 31 января в матче против «Бояка Чико» он дебютировал за новую команду. В том же году Борха помог клубу выиграть чемпионат.
После окончания аренды Кристиан вернулся в «Кортулуа» и отыграл за клуб ещё полгода. В начале 2018 года Борха перешёл в мексиканскую «Толуку». 28 января в матче против «Крус Асуль» он дебютировал в мексиканской Примере. 6 мая в поединке против «Монаркас Морелия» Кристиан забил свой первый гол за «Толуку».

## Международная карьера
Летом 2016 года Борха в составе олимпийской сборной Колумбии принял участие в Олимпийских играх в Рио-де-Жанейро. На турнире он сыграл в матчах против команд Нигерии и Бразилии.
8 сентября 2018 года в товарищеском матче против сборной Венесуэлы Борха дебютировал за сборную Колумбии.

## Достижения
Командные
 «Санта-Фе»
- Чемпионат Колумбии по футболу — Финалисасьон 2016

 «Спортинг»
- Кубка Португалии — 2018/19